# Microlepidium pilosulum
Microlepidium pilosulum är en korsblommig växtart som beskrevs av Ferdinand von Mueller. Microlepidium pilosulum ingår i släktet Microlepidium och familjen korsblommiga växter. Inga underarter finns listade i Catalogue of Life.